# Coin-sur-Seille
Coin-sur-Seille – miejscowość i gmina we Francji, w regionie Grand Est, w departamencie Mozela.
Według danych na rok 1990 gminę zamieszkiwało 301 osób, a gęstość zaludnienia wynosiła 91 osób/km² (wśród 2335 gmin Lotaryngii Coin-sur-Seille plasuje się na 749. miejscu pod względem liczby ludności, natomiast pod względem powierzchni na miejscu 1151.).